# Stretto di Tiworo
Lo stretto di Tiworo, anche stretto di Tioro, (indonesiano: Selat Tiworo) è un braccio di mare che separa la parte sud-orientale dell'isola di Sulawesi, dall'isola di Muna, in Indonesia. Lo stretto, lungo circa 70 km e con una larghezza compresa fra i 15 e i 40 km, si trova nel mar di Flores e comunica con altri tre stretti: lo stretto di Kabaena, a sud-ovest, lo stretto di Muna, a sud, e lo stretto di Buton a est.
Nello stretto sono presenti numerose isole e barriere coralline.